# Canuellopsis mediterranea
Canuellopsis mediterranea is een eenoogkreeftjessoort uit de familie van de Canuellidae. De wetenschappelijke naam van de soort is voor het eerst geldig gepubliceerd in 1966 door Soyer.